# Tantilla johnsoni
Tantilla johnsoni este o specie de șerpi din genul Tantilla, familia Colubridae, descrisă de Wilson, Vaughn și Dixon 1999. Conform Catalogue of Life specia Tantilla johnsoni nu are subspecii cunoscute.